# Alpaida variabilis
Alpaida variabilis är en spindelart som först beskrevs av Eugen von Keyserling 1864.  Alpaida variabilis ingår i släktet Alpaida och familjen hjulspindlar.
Artens utbredningsområde är Colombia. Inga underarter finns listade i Catalogue of Life.